# En pied

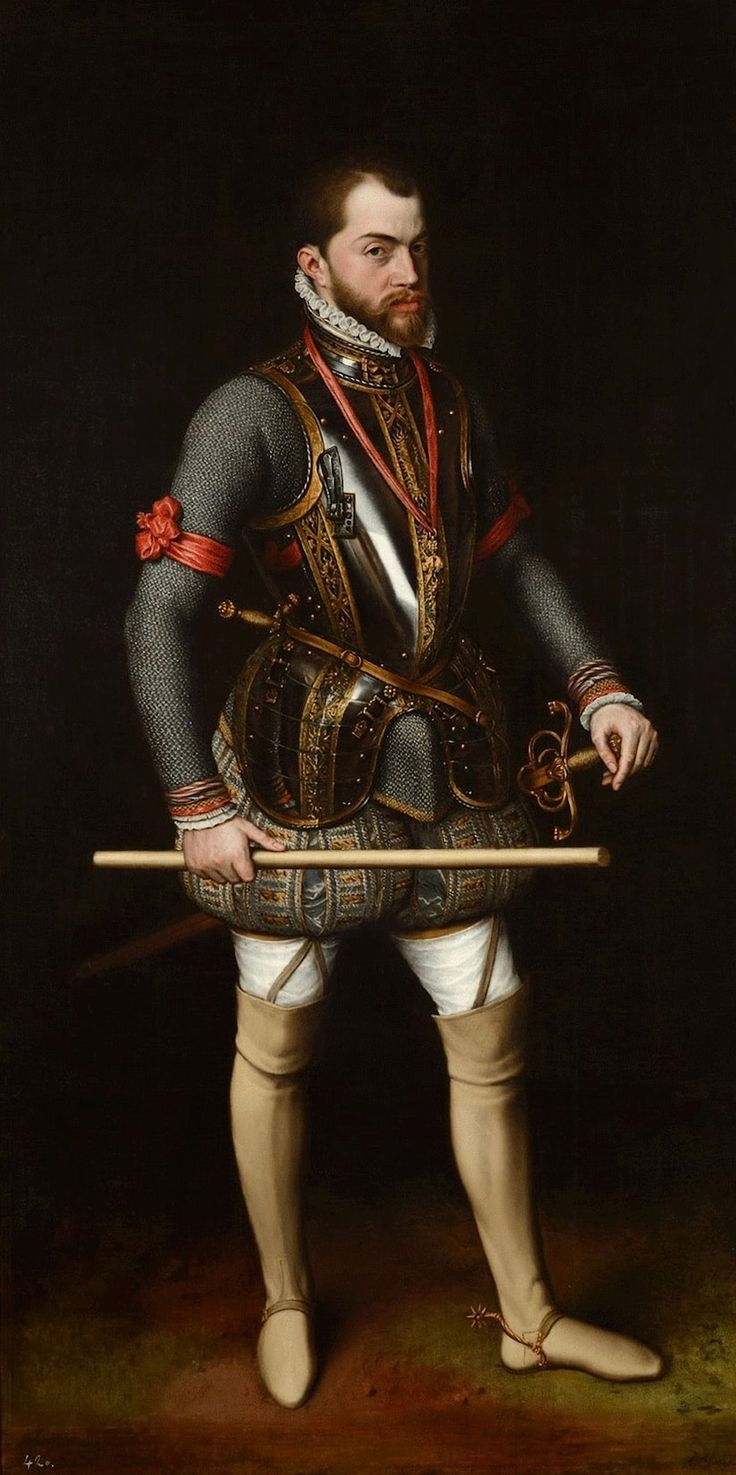
Portret en pied. Anthonis Mor, Król Filip II (1557)

En pied (franc. "do stóp") – jedno z czterech ujęć postaci w sztukach plastycznych, głównie w malarstwie portretowym (obok wizerunku głowy, popiersia i półpostaci); przedstawienie całopostaciowe w pozycji stojącej.